# رامون نووارو
خوزه رامون گیل سامانیگو (به انگلیسی: Jose Ramón Gil Samaniego) بازیگر مکزیکی سینمای هالیوود که با نام رامون نووارو (به انگلیسی: Ramon Novarro) شناخته شده‌است. وی همچنین یک دگرباش جنسی بوده‌است.

## زندگی‌نامه
با نام رامون سامانیگوس در ۶ فوریه ۱۸۹۹ در دورانگو، دورانگو کشور مکزیک زاده شد. در سال ۱۹۱۳ به هنگام انقلاب مکزیک وی به همراه خانواده اش به لس آنجلس، کالیفرنیا گریختند و کارش را در لس آنجلس به عنوان پیش خدمتِ خواننده آغاز کرد. سپس مدتی در وودویل روی صحنه رفت. نووارو در سال ۱۹۱۷ به صنعت سینمای هالیوود قدم نهاد. ابتدا سیاهی لشکر بود. با زندانی زندا به شهرت رسید. تا اواخر دهه ۱۹۲۰ از ستارگان هالیوود به‌شمار می‌آمد، اما همیشه در سایهٔ رودولف والنتینو قرار داشت. به یاد ماندنی‌ترین نقش او در نسخهٔ صامتِ بن هور بود. تا اوایل دههٔ ۱۹۳۰ با نقش‌های رمانتیک در اوج بود و سپس آرام آرام رو به رو نزول گذاشت. در ۱۹۳۰ نسخه‌های اسپانیایی و فرانسوی فیلمی را که خود بازیگرش بود، کارگردانی کرد و مستقلاً نیز فیلمی به نام برخلاف جریان (۱۹۳۶) ساخت. پس از جنگ جهانی دوم صرفاً گاهی نقش‌های دوم را به عهده می‌گرفت.
نووارو به عنوان رقیب رودولف والنتینو به شهرت رسید و در زمرهٔ گروه عاشقان پُر حرارت آمریکای لاتینی هالیوود در دورهٔ صامت بود. اما کم‌تر از والنتینو ظاهرفریب بود. روشی «طبیعی» در بازیگری داشت که حدش را از «فقط یک چهرهٔ زیبا» بالاتر می‌برد. با این همه، خوشایندی فوق‌العاده اش باعث شد که کم‌تر جدی گرفته شود. هیچ‌گاه ازدواج نکرد و تنها زندگی می‌کرد. نووارو سرانجام در ۳۰ اکتبر ۱۹۶۸ در سن ۶۹ سالگی توسط برادران فرگوسون به قتل رسید. جسد برهنه اش را در خانه‌اش در بورلی هیلز در حالی پیدا کردند که وحشیانه مورد ضرب و شتم قرار گرفته بود.

## دستمزد
- زندانی زندا (۱۹۲۲) هفته‌ای ۱۲۵ دلار
- بن هور (۱۹۲۵) هفته‌ای ۱۰٬۰۰۰ دلار

## بخشی از فیلم‌شناسی
- ۱۹۲۵ - بن هور
- ۱۹۱۵ - زنی به نام ژان (س.ب. دمیل)
- ۱۹۱۸ - بز (کریسپ)
- ۱۹۲۱ - چهار سوار آخرالزمان (اینگرام)
- ۱۹۲۱ - قهرمان یک شهر کوچک
- ۱۹۲۲ - زندانی زندا (اینگرام)
- ۱۹۲۲ - زنان هوس باز (اینگرام)
- ۱۹۲۲ - آقای بارنز از نیویورک (شرتسینگر)
- ۱۹۲۳ - اسکاراموش (اینگرام)
- ۱۹۲۳ - جایی که پیاده‌رو تمام می‌شود (اینگرام)
- ۱۹۲۴ - سوسن سرخ (نیبلو)
- ۱۹۲۴ - عرب (اینگرام)
- ۱۹۲۴ - نام تو زن است (نیبلو)
- ۱۹۲۵ - دانش جوی دانشکدهٔ نیروی دریایی (کابان)
- ۱۹۲۶ - بن هور (نیبلو)[۱]
- ۱۹۲۶ - عاشق ها؟ (استال)
- ۱۹۲۷ - شاهزادهٔ دانش جو در هایدلبرگ قدیم (لوبیچ)
- ۱۹۲۷ - راه عشق (رابرتسن)
- ۱۹۲۸ - ساعات ممنوع (بومانت)
- ۱۹۲۸ - یک مرد جوان معین (هنلی)
- ۱۹۲۹ - کافر (وان دایک)
- ۱۹۳۰ - نیاز جسمانی (برابین)
- ۱۹۳۰ - بی پروا (فرانکلین)
- ۱۹۳۰ - در مادرید شادمان (لنرد)
- ۱۹۳۱ - پسر هند (فدر)
- ۱۹۳۱ - سپیده دم (فدر)
- ۱۹۳۲ - ماتا هاری (فیتس موریس)
- ۱۹۳۲ - مذاکره (س. وود)
- ۱۹۳۲ - پسر - دختر (ک. براون)
- ۱۹۳۳ - وحشی (س. وود)
- ۱۹۳۴ - پسر خندان (وان دایک)
- ۱۹۳۷ - شیخ بیرون می‌رود (پیچل)
- ۱۹۴۰ - کمدی خوشبختی (لربیه)
- ۱۹۴۹ - سرقت بزرگ (سیگل)
- ۱۹۴۹ - ما بیگانه بودیم (هیوستن)
- ۱۹۵۰ - بحران (ر. بروکس)
- ۱۹۵۰ - پیش قراولان (رولند)
- ۱۹۶۰ - شیطان صورتی پوش (کیوکر)